# Commissione per l'energia atomica degli Stati Uniti d'America
La Commissione per l'energia atomica degli Stati Uniti (in inglese United States Atomic Energy Commission) è stata un'agenzia governativa degli Stati Uniti fondata dal Congresso per sostenere e controllare lo sviluppo della scienza e della tecnologia atomica in tempo di pace.

## Storia
Il presidente Harry S. Truman firmò la Risoluzione McMahon il 1º agosto 1946, trasferendo il controllo dell'energia atomica dalle mani militari a quelle civili a decorrere dal 1º gennaio 1947. Quest'azione rifletteva l'ottimismo post-bellico degli Stati Uniti. Il Congresso dichiarò che l'energia atomica dovesse essere non solo usata nella forma di armi nucleari per la difesa degli Stati Uniti, ma anche per promuovere la pace nel mondo, migliorare il welfare pubblico e rafforzare la libera competizione di aziende private. La risoluzione fu il risultato di mesi di intenso dibattito tra politici, militari e scienziati sul destino di questa nuova fonte di energia. Il presidente Truman nominò David Lilienthal come primo dirigente della Commissione.